# Dème des Dystiens
Le Dème des Dystiens (en grec : Δήμος Δυστίων), souvent appelé Dystos (Δύστος), est une ancienne municipalité de l'île d'Eubée, en Grèce, devenu en 2011 un district municipal du nouveau dème de Kymi-Aliveri.
Son siège est le village de Krieza (733 hab). Le nom est celui d'une ville antique, dont le site a été identifié au début du XIXe siècle. Un lac porte aussi le nom de Dystos.
Le dème comprend 8 circonscriptions, dont celles de :
- Zarakes
- Dystos (727 hab), qui comprend deux villages, dont celui de Dystos (590 hab), qui s'appelait Zerbissia (Ζερμπίσια) jusqu'à son renommage le 26 juillet 1954[3].